# Liste der Naturdenkmäler in Würzburg
Die Liste der Naturdenkmäler in Würzburg nennt die Naturdenkmäler in der kreisfreien Stadt Würzburg in Bayern. In Würzburg gab es im September 2018 diese 31 nach dem Bayerischen Naturschutzgesetz geschützten Naturdenkmäler.

## Liste
| Bild                                         | Nummer    | Bezeichnung                                                 | Fläche (ha) | Lage                                                           | Bemerkung | Verordnung vom     |
| -------------------------------------------- | --------- | ----------------------------------------------------------- | ----------- | -------------------------------------------------------------- | --- | ------------------ |
| weitere Bilder                               | 663.N.001 | Annaschlucht                                                | 1,2         | 49° 46′ 22,5″ N, 9° 54′ 23,2″ O                                | Wild bewachsener Flutgraben mit gemischtem Baum- und Strauchbestand, teilweise staudiger Bodendecke und kleiner Quelle     | 20. Januar 1941    |
|                                              | 663.N.002 | Hermann-Löns-Schlucht                                       | 1,0         | 49° 46′ 8,4″ N, 9° 54′ 46,8″ O                                 | Flutgraben mit gemischten Baum- und Strauchbestand. Benannt nach Hermann Löns                                              | 20. Januar 1941    |
|                                              | 663.N.003 | Baumgruppe 7 Eichen                                         | 0,1         | 49° 45′ 25,1″ N, 9° 55′ 14,9″ O                                | Landschaftsbestimmende Baumgruppe bestehend aus 7 Stieleichen                                                              | 20. Januar 1941    |
| weitere Bilder                               | 663.N.004 | Baumgruppe an der alten Mainkaserne (heute: Oberer Mainkai) | 0,2         | 49° 47′ 17,2″ N, 9° 55′ 39,4″ O                                | Stadtbildprägende Baumgruppe aus: Weiß- oder Silberpappel, Kanadische Pappel, Steinlinde, Weißbirke, Kastanie, Spitz-Ahorn | 20. Januar 1941    |
| Lindenallee (am unteren Aufgang zum Käppele) | 663.N.005 | Lindenallee (am unteren Aufgang zum Käppele)                | 0,5         | 49° 47′ 12,1″ N, 9° 55′ 21,4″ O                                | Baumbestand | 20. Januar 1941    |
| weitere Bilder                               | 663.N.006 | Platanenallee (am oberen Aufgang zum Käppele)               | 0,4         | 49° 47′ 6,7″ N, 9° 55′ 21,7″ O                                 | Baumbestand | 11. August 1943    |
|                                              | 663.N.007 | Zierbäume im Garten des Juliusspitals                       | 0,7         | 49° 47′ 53,9″ N, 9° 55′ 51,6″ O                                | Baumbestand | 11. August 1943    |
| weitere Bilder                               | 663.N.008 | Felsgebiet um den Maschikuliturm                            | 0,5         | 49° 47′ 17,8″ N, 9° 55′ 2,2″ O                                 | Felsgruppe | 11. August 1943    |
| weitere Bilder                               | 663.N.009 | Kühbachgrund                                                |             | 49° 47′ 19,5″ N, 9° 54′ 11,3″ O                                | Bachlauftal | 11. August 1943    |
|                                              | 663.N.010 | Große Maininsel                                             | 1,1         | 49° 46′ 58,4″ N, 9° 55′ 37,6″ O                                | Auwald | 11. August 1943    |
| weitere Bilder                               | 663.N.011 | Steinbergsanlagen am Bismarckturm                           | 6,6         | 49° 48′ 31,7″ N, 9° 55′ 48″ O                                  | Laub(misch)wald | 11. August 1943    |
|                                              | 663.N.012 | Alte Eiche (Rottenbauer)                                    |             | 49° 43′ 12,3″ N, 9° 57′ 58,5″ O                                | Baumbestand | 1965               |
| weitere Bilder                               | 663.N.013 | 3 Pappeln am Brünnlein „Storchenbrünnle“                    | 0,03        | 49° 43′ 43,7″ N, 9° 58′ 8,8″ O                                 | Baumbestand | 15. März 1938      |
|                                              | 663.N.014 | 3 Linden (Rottenbauer/Kirchplatz)                           |             | 49° 43′ 12,4″ N, 9° 58′ 4,4″ O                                 | Baumbestand | 15. März 1938      |
|                                              | 663.N.015 | 1 Birnbaum (Rottenbauer am Torweinberg)                     |             | 49° 43′ 21,1″ N, 9° 58′ 18,2″ O                                | Baumbestand | 15. März 1938      |
|                                              | 663.N.016 | 2 Pappeln am Heigelsbach (Fuchs)                            |             | 49° 45′ 34,6″ N, 9° 56′ 41,6″ O                                | Baumbestand | 15. März 1938      |
|                                              | 663.N.017 | 2 Pappeln am Heigelsbach (Borst)                            |             | 49° 45′ 34,9″ N, 9° 56′ 44,9″ O                                | Baumbestand | 15. März 1938      |
|                                              | 663.N.018 | 1 Pappel am Heigelsbach                                     |             |                                                                | Baumbestand | 15. März 1938      |
| weitere Bilder                               | 663.N.019 | Schillerlinde in Versbach                                   |             | 49° 49′ 23,7″ N, 9° 58′ 10,4″ O                                | 2018 gefällt | 15. März 1938      |
|                                              | 663.N.020 | 2 Linden in Lengfeld                                        |             |                                                                | Baumbestand | 15. März 1938      |
|                                              | 663.N.021 | 1 Linde in Lengfeld                                         |             | 49° 48′ 17,5″ N, 9° 58′ 45,9″ O                                | Baumbestand | 15. März 1938      |
|                                              | 663.N.022 | 1 Sommerholzbirnbaum (am Sauloch)                           |             |                                                                | Baumbestand | 15. März 1938      |
|                                              | 663.N.023 | 1 Birnbaum (am Sauloch)                                     |             |                                                                | Baumbestand | 15. März 1938      |
|                                              | 663.N.024 | 1 Birnbaum (am Müllerrain)                                  |             | 49° 46′ 48,7″ N, 9° 53′ 50,3″ O                                | Baumbestand | 15. März 1938      |
|                                              | 663.N.025 | 1 Wasserbirnbaum (am Müllerrain)                            |             | 49° 46′ 43,9″ N, 9° 53′ 48″ O                                  | Baumbestand | 15. März 1938      |
| Gugglesgraben                                | 663.N.026 | Guggelesgraben                                              | 4,9         | 49° 46′ 31,1″ N, 9° 53′ 53,5″ O                                | Laub(misch)wald, Klinge | 24. April 1939     |
| weitere Bilder                               | 663.N.027 | Schafbrunnen                                                | 1,0         | 49° 44′ 40,6″ N, 9° 57′ 49,5″ O                                | Weiher/Teich, Quellbereich Magerrasen                                                                                      | 21. August 1980    |
| weitere Bilder                               | 663.N.028 | Quellsee (Seelein/Schlangensee)                             |             | 49° 46′ 22,3″ N, 9° 58′ 20,1″ O                                | Quellbereich Weiher/Teich/Tümpel                                                                                           | 15. März 1938      |
|                                              | 663.N.029 | Baumbestand Talavera-Gaststätte                             | 0,3         | 49° 47′ 57,9″ N, 9° 55′ 9,3″ O                                 | Baumbestand | 12. September 1995 |
| weitere Bilder                               | 663.N.030 | Tuff-Steilhang                                              | 0,5         | 49° 47′ 51,4″ N, 9° 52′ 58,8″ O                                | Fels | 18. Februar 1997   |
|                                              | 663.N.031 | Drei Eichen in Rottenbauer                                  |             | 49° 43′ 17,4″ N, 9° 58′ 4,9″ O                                 | Baumbestand | 3. April 1997      |
|                                              |           | Götterbaum                                                  |             | 49° 47′ 58,7″ N, 9° 55′ 58,2″ O Ecke Marcusstraße/Klinikstraße | Stammumfang 2022 ca. 4,21 m                                                                                                | 17. November 2022  |